# 八尾市立龍華小学校
八尾市立龍華小学校（やおしりつ りゅうげ しょうがっこう）は、大阪府八尾市にある公立小学校。
八尾市立病院内に院内学級を開設し、同病院に入院中の児童への教育を実施している。

## 沿革
明治時代初期に設置された植松小学校・亀井小学校の両校を統合し、1907年（明治40年）に当時の中河内郡龍華村（1927年町制施行）に創立した。創立当初の敷地は現在の八尾市立龍華中学校の場所にあったが、1955年（昭和30年）に現在地に移転した。
また八尾市の小学校としては最初に養護学級を設置した学校でもある。

### 年表
- 1872年 - 堺県第十五区郷学校（のちの植松尋常小学校）を開設。
- 1874年 - 堺県河内国第百十三番小学校（のちの亀井尋常小学校）を開設。
- 1907年4月1日 - 植松・亀井の両校合併、中河内郡龍華尋常小学校として創立[1]。
- 1941年4月1日 - 中河内郡龍華国民学校に改称。
- 1943年1月23日 - 安中分教場を開設。
- 1947年4月1日 - 学制改革により、龍華町立小学校に改称。
- 1948年4月1日 - 龍華町など5町村が合併し八尾市が発足したことに伴い、八尾市立龍華小学校に改称。
- 1949年 - 養護学級開設。
- 1949年4月1日 - 安中分教場が独立。八尾市立安中小学校として分離開校。
- 1950年10月31日 - 八尾市立竹渕小学校を分離。
- 1955年 - 現在地に移転[1]。
- 1978年 - 八尾市立病院に院内学級を開設。
- 1979年4月1日 - 八尾市立亀井小学校を分離。
- 1988年4月1日 - 従来の校区の一部を、新設の八尾市立大正北小学校校区へ分離。
- 2003年 - 大阪府教育委員会から、体力づくり優秀校の表彰を受ける。

## 通学区域
- 八尾市 春日町、東太子、植松町4丁目（一部）、植松町8丁目、南太子堂1丁目-3丁目、太子堂1丁目・3丁目、龍華町1丁目（一部）、南植松町4丁目・5丁目、北木の本。

卒業生は八尾市立龍華中学校に進学する。

## 出身者
- 天童よしみ - 歌手[2]
- 宮野善治郎 - 大日本帝国海軍軍人

## 交通
- 関西本線（大和路線） 八尾駅 南西へ約1km。